# Ґюде Єнсен
Ґюде Єнсен, (нім. Gyde Jensen; 14 серпня 1989, м. Рендсбург) — німецький політичний діяч (ВДП, нім. FDP) та депутат Бундестаґу.

## Освіта та професійна діяльність
Єнсен вивчала англістику, політологію та міжнародну політику у Кільському університеті. Після закінчення університету працювала консультантом з питань комунікації у Фонді Фрідріха Наумана у Женеві та Вашингтоні, який притримується ліберальної ідеології Вільної Демократичної Партії Німеччини (нім. Freie Demokratische Partei) 
.

## Депутатська діяльність
У травні 2016 р. на засіданні представників ВДП від федеральної землі Шлезвіґ-Ґольштейн, Єнсен відвели четверте місце в списку виборців до бундестаґу в 2017 р. Вона випередила екс-депутата бундестаґу Себастіана Блюменталя 
ВДП у федеральній землі Шлезвіґ-Ґольштейн виграла з 12,6 % других голосів три мандати  . Коли міністр економіки федеральної землі Шлезвіґ-Ґольштейн Бернд Клаус відмовився від свого мандата під другим номером у списку, Єнсен піднялася на одну позицію вище  . Вона є наймолодшою жінкою-депутатом німецького бундестаґу 19-го скликання . 31 січня 2018 р. вона очолила комітет бундестаґу з прав людини та гуманітарної допомоги . Єнсен є наймолодшою головою Комітету в історії німецького бундестаґу.